# Lista celor mai populate arii metropolitane din India
Acest articol prezintă primele 20 de arii metropolitane din India, în funcție de numărul populației (2006). Populația combinată a acestor 20 de arii metropolitane reprezintă aproximativ 10% din populația totală a Indiei.
| Nr. | Aria metropolitană     | Nr. locuitori |
| --- | ---------------------- | ------------- |
| 1   | Mumbay (Bombay)        | 19.944.372    |
| 2   | Delhi (Dilli)          | 17.753.087    |
| 3   | Calcuta (Kolkata)      | 14.681.589    |
| 4   | Chennai (Madras)       | 6.957.669     |
| 5   | Bangalore (Bengalūru)  | 6.158.677     |
| 6   | Hyderabad (Haydarābād) | 6.012.368     |
| 7   | Ahmedabad (Ahmadābād)  | 5.080.566     |
| 8   | Pune                   | 4.863.760     |
| 9   | Kanpur (Kānpur)        | 3.243.745     |
| 10  | Surat (Sūrat)          | 3.044.731     |
| 11  | Jaipur                 | 2.871.522     |
| 12  | Lucknow (Lakhnau)      | 2.769.755     |
| 13  | Nagpur (Nāgpur)        | 2.447.533     |
| 14  | Patna                  | 2.258.505     |
| 15  | Ranchi                 | 2.158.847     |
| 16  | Indore                 | 1.809.320     |
| 17  | Bhopal (Bhopāl)        | 1.638.774     |
| 18  | Meerut (Mīrat)         | 1.618.909     |
| 19  | Vadodara               | 1.616.221     |
| 20  | Ludhiana (Ludhiāna)    | 1.584.743     |
| 21  | Bhubaneshwar           | 1.577.016     |

## Vezi și
- Lista celor mai mari zone metropolitane din Asia